# Petinha-de-peito-amarelo
Petinha-de-peito-amarelo (Anthus chloris) é uma espécie de ave da família Motacillidae.
Pode ser encontrada no Lesoto e África do Sul.
Os seus habitats naturais são: campos rupestres subtropicais ou tropicais, terras aráveis e pastagens.
Está ameaçada por perda de habitat.